# Troféu Moisés Mathias de Andrade
Troféu extra criado pela Federação de Futebol do Estado do Rio de Janeiro em 2009 para premiar o clube vencedor do confronto entre clubes classificados em 3º e 4º lugares de cada grupo (A e B) na Taça Guanabara (equivalente ao primeiro turno carioca).
A forma de disputa é a seguinte: 3º do grupo A x 4º do grupo B e 3º do grupo B x 4º do grupo A. Os vencedores jogam a decisão.
Seu primeiro vencedor, em 2009, foi o Americano, derrotando o Mesquita na final por 1 a 0.
No mesmo ano foi ainda criado o Troféu João Ellis Filho, troféu similar relativo à Taça Rio (segundo turno).

## Campeões
| Ano  | Campeão   | Placar | Vice-campeão |
| 2009 | Americano | 1-0    | Mesquita     |
| 2010 | Olaria    | 4-1    | Boavista     |

## Títulos por equipe
| Clube       | Cidade                | Títulos  | Vices    |
| ----------- | --------------------- | -------- | -------- |
| Americano   | Campos dos Goytacazes | 1 (2009) | 0        |
| Olaria      | Rio de Janeiro        | 1 (2010) | 0        |
| Boavista-RJ | Saquarema             | 0        | 1 (2010) |
| Mesquita    | Mesquita              | 0        | 1 (2009) |